# 1997 en Belgique
Chronologie de la Belgique
- 1993
- 1994
- 1995
- 1996
- 1997
- 1998
- 1999
- 2000
- 2001

Cette page recense des événements qui se sont produits durant l'année 1997 en Belgique.

## Chronologie

### Janvier 1997

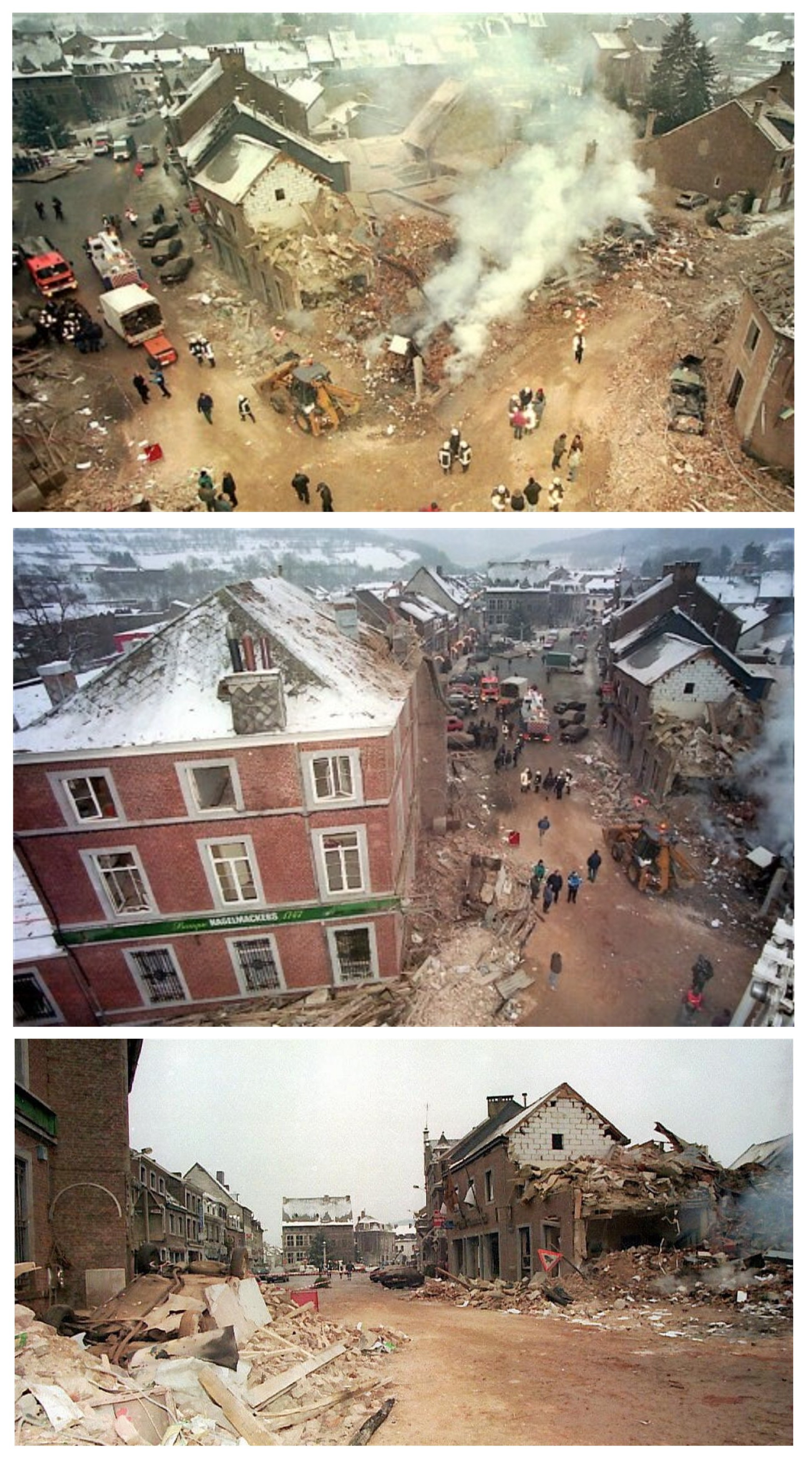
Une explosion de gaz secoue Theux le 4 janvier, tuant deux pompiers et faisant plusieurs blessés.

- 3 janvier : déclaration de faillite des Forges de Clabecq, près de Tubize, faisant perdre près de 2 000 emplois[1].
- 4 janvier : une explosion de gaz souffle plusieurs immeubles de la place du Perron, à Theux. Deux pompiers volontaires de la ville y trouvent la mort.
- 5 janvier : décès de l'auteur de bande dessinée André Franquin (Spirou et Fantasio, Gaston).

### Février 1997
- 28 février : le constructeur automobile Renault annonce la fermeture de son usine de Vilvorde. Plus de 3 000 emplois sont supprimés. Cet évènement donnera naissance à la Procédure Renault, en référence à loi du 13 février 1998, relative aux licenciements collectifs.

### Mars 1997
- 28 mars : des ouvriers des Forges de Clabecq, déterminés à protester en bloquant l'autoroute E 19, s'opposent violemment à la gendarmerie.

### Juin 1997
- 18 juin : décès de l'ancien Premier ministre socialiste francophone Edmond Leburton.

### Juillet 1997
- 26 juillet : lors du meeting aérien d’Ostende, un Extra 300 de la patrouille acrobatique des « Royal Jordanian Falcons » s’écrase sur une tente de la Croix-Rouge faisant 10 morts et plus de 40 blessés.

### Septembre 1997
- 12 septembre : le ministre de l'Intérieur, Johan Vande Lanotte, annonce la disparition de la gendarmerie et la création de deux polices (fédérale et locale).

### Octobre 1997
- 31 octobre : premier cas de vache folle découvert en Belgique.

### Décembre 1997
- 14 décembre : mise en service de la ligne à grande vitesse 1 reliant Bruxelles à la frontière française.

## Culture

### Littérature
- Prix Constantijn Huygens : Leonard Nolens
- Prix Victor-Rossel : Henry Bauchau, Antigone (Actes Sud) ; Jean-Philippe Toussaint, La Télévision (Minuit)

## Sciences
- Prix Francqui : Jean-Luc Brédas (chimie, FUNDP).

## Statistiques
- Population totale au 1er janvier 1997 : 10 170 226 habitants[2].